# Distrito congresual

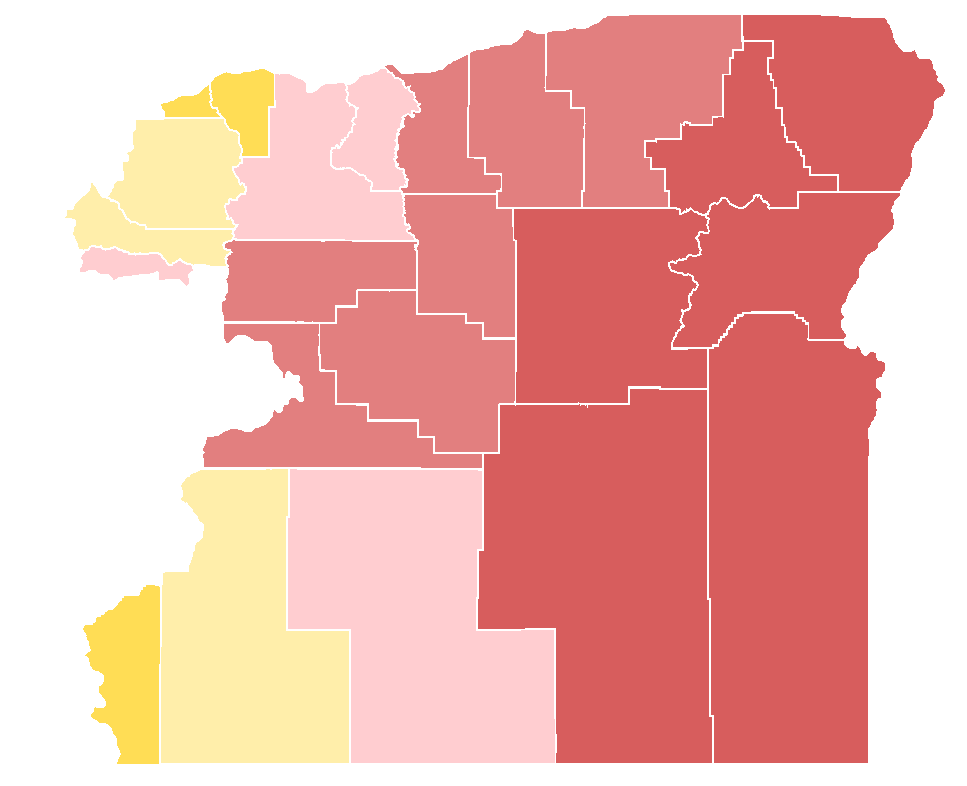
Ejemplo de distrito congresual en Estados Unidos.

Un distrito congresual es una entidad territorial constituyente que elige un solo miembro del Congreso. Entre los países que tienen distritos congresuales están los Estados Unidos, las Filipinas y Japón. Un distrito congresual se basa en la población, la cual, en el caso de los Estados Unidos, se toma con los datos de los censos hechos cada 10 años. 

## Estados Unidos
Artículo Principal: Anexo:Distritos congresuales de Estados Unidos.
Hay 435 distritos congresuales en la Cámara de Representantes de los Estados Unidos, cada uno representando alrededor de 600.000 personas; de modo que al territorio de cada estado se le asigna uno o más distritos, y por tanto congresista. La Oficina del Censo de los Estados Unidos, dentro del Departamento de Comercio de los Estados Unidos, realiza los censos decenales cuyos datos son usados para determinar los distritos congresuales dentro de cada estado.

## Filipinas
Artículo Principal: Anexo:Distritos legislativos de Filipinas.

## Japón
Artículo Principal: Anexo:Distritos de la Cámara de Representantes de Japón.